# Scelolyperus pasadenae
Scelolyperus pasadenae is een keversoort uit de familie bladkevers (Chrysomelidae). De wetenschappelijke naam van de soort werd in 1996 gepubliceerd door Clark.